# مک‌کلینتوک ۲۰۴۴۰
سیارک ۲۰۴۴۰ (به انگلیسی: 20440 McClintock، نامگذاری:1999JO31) بیست هزار و چهارصد و چهلمین سیارک کشف شده‌است که در ۱۰ مه ۱۹۹۹ کشف شد.
قدر مطلق سیارک برابر ۱۶.۲ است.